# Invasion de la Yougoslavie
Seconde Guerre mondiale,
Campagne des Balkans
Batailles
- Invasion de l'Albanie
- Guerre italo-grecque
- Invasion de la Yougoslavie
- Opération Châtiment
- Bataille de Grèce
- Opération Abstention
- Bataille de Crète
- Campagne de la mer Noire

L'invasion de la Yougoslavie par les forces de l'Axe, dite également Guerre d'avril (croate : Travanjski rat, serbe : Aprilski rat, slovène : Aprilska vojna), a eu lieu en avril 1941 pendant la Seconde Guerre mondiale ; elle fut suivie par une guerre de libération qui dura jusqu'en 1945 et s'acheva par la victoire des résistants communistes dirigés par Tito.

## Contexte
À la suite des difficultés de l'Italie dans la guerre italo-grecque, l'Axe se trouve obligé de renforcer sa position dans la région. Ayant intégré et satellisé la Hongrie, la Roumanie et la Bulgarie, le Troisième Reich fait pression sur le régent Paul pour qu'il accepte de signer à son tour le Pacte tripartite et de laisser un droit de passage aux troupes allemandes parties aider les Italiens et les Bulgares en Grèce. Le prince Paul finit par obtempérer, et signe le traité le 25 mars.
Cette politique de soutien au Reich provoque l'opposition immédiate d'une partie de l'armée, favorable au Royaume-Uni, et de la classe politique : le 27 mars, un coup d'État est organisé, avec le soutien du roi Pierre II. Ce dernier, âgé de 17 ans, est alors proclamé majeur et nommé officiellement responsable des affaires de son royaume ; réalisé sans effusion de sang, le coup d’État organisé par l'armée est en réalité dirigé en sous-main par les services de renseignements britanniques, tout en déclenchant, dans la population serbe, de nombreuses manifestations de joie à Belgrade. À ces manifestations de joie en Serbie, s'ajoutent des démonstrations populaires à Belgrade, hostiles au Reich, favorables à l'Union soviétique.
Malgré ces démonstrations, la politique yougoslave ne se trouve pas remise en cause, et le nouveau gouvernement assure l'ambassadeur allemand à Belgrade de la perpétuation de la coopération avec l'Axe, continuant la politique amorcée par l'adhésion de la Yougoslavie au pacte tripartite. Au fil des jours, cette politique prudente de recherche d'un équilibre entre le Reich et l'Union soviétique entraîne la méfiance de l'armée, partisane d'une politique contre le Reich plus marquée. Ainsi, une délégation yougoslave arrive-t-elle en Union soviétique le 4 avril 1941, après un détour par Istanbul, pour négocier les termes d'un rapprochement politique et militaire entre les deux pays.
Dans un contexte marqué par les rivalités balkaniques entre l'Union soviétique et le Reich, le rapprochement entre l'URSS et le royaume de Yougoslavie incite le Reich à tenter de limiter ce renouveau d'influence soviétique à Belgrade. Dans le même temps, le pacte d'amitié entre le Reich et le royaume est remis en cause : non seulement l'ambassadeur du Reich à Moscou doute de sa solidité, mais aussi les signataires yougoslaves du traité sont emprisonnés à Belgrade. Au terme des négociations, un accord est signé le 6 avril entre l'URSS et le royaume : antidaté du 5, il est censé précéder de quelques heures l'agression allemande.
L'Allemagne décide aussitôt de punir le royaume de Yougoslavie pour son insubordination, afin d'éviter notamment un retournement d'alliance du pays. L'invasion était désignée par l'Allemagne et ses alliés sous le nom de code « Opération 25 ».

## Déroulement

### Attaques aériennes
Le 6 avril, sans aucune déclaration de guerre préalable, la Luftwaffe déclenche l'opération Châtiment (Unternehmen Strafgericht) et commence à bombarder Belgrade, pendant 4 jours, causant de nombreux morts civils et perturbant gravement les lignes de communication entre la capitale yougoslave et l'armée. L'armée de l'air yougoslave riposte aux attaques de la Luftwaffe et de la Regia Aeronautica, frappant des cibles ferroviaires et aéronautiques en Hongrie, en Bulgarie, en Roumanie, en Autriche, en Italie et en Albanie, mais ne peut résister victorieusement aux forces aériennes allemandes et italiennes coalisées.

### Opérations terrestres et navales

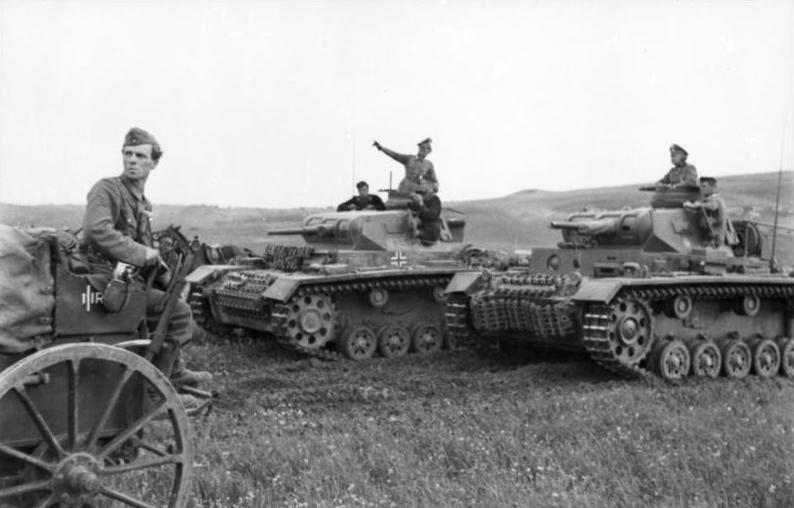
Des Panzerkampfwagen III allemands en Yougoslavie, pendant l'invasion de 1941.

L'Allemagne engage dans l'opération une division d'infanterie de montagne, six divisions d'infanterie et deux divisions blindées au sein de la 2e armée du général Von Weichs, stationnée en Autriche et en Hongrie. Leur premier objectif est la Slovénie, la Croatie et la Bosnie-Herzégovine. Le régiment d'infanterie Grossdeutschland et la division SS Reich au sein du 41e corps d'armée, stationnée dans le Banat roumain, devait foncer sur Belgrade. Une division de montagne, quatre divisions d'infanterie et deux divisions blindées au sein du Panzergruppe 1 du général Von Kleist, stationné en Macédoine bulgare, doit remonter la Serbie du Sud au Nord. L'Allemagne engage donc directement 17 divisions dont 4 blindées. 
L'Italie engagea, outre les troupes déjà présentes en Albanie, la 2e armée avec neuf divisions d'infanterie, une division blindée, trois divisions rapides et une alpine, stationnée dans la région de Trieste. La Hongrie attaqua avec la 3e armée hongroise. La Roumanie et la Bulgarie n'intervinrent pas mais durent assurer la logistique des forces allemandes et les Bulgares récoltèrent les bénéfices de l'opération en envoyant le lendemain de la capitulation yougoslave trois divisions de la 5e armée bulgare en Macédoine serbe.
Les troupes yougoslaves lancent le 7 une contre-offensive sur le territoire albanais, mais elles sont repoussées par les armées allemandes et italiennes. La flotte yougoslave tente à partir du 9 avril de réaliser un débarquement sur l'enclave italienne de Zadar, mais la contre-attaque italienne fit échouer l'opération le 14.
Les forces terrestres de l'Axe percent rapidement les lignes de l'Armée royale yougoslave. Le 9 avril, la Wehrmacht prend Niš, empêchant la manœuvre de retraite décidée par le général Milan Nedić et commence son avance sur Belgrade, vers laquelle convergent rapidement trois corps de Panzers. L'armée italienne, de son côté, envahit des parties des territoires de la Croatie, de la Slovénie, du Monténégro et de la Dalmatie. L'armée hongroise envahit la Bačka. Belgrade étant prise le 13 avril, les combats s'arrêtent le 16, et la Yougoslavie capitule officiellement le 17. La famille royale et le gouvernement doivent alors prendre la fuite vers Londres, en passant par Alexandrie, au risque d'être capturés.
Le sort de la Yougoslavie est fixé par la conférence de Vienne. L'Allemagne et l'Italie démembrent la Yougoslavie, divisée en zones d'occupation allemandes ou en protectorats italiens, hongrois ou bulgares, et créant deux régimes collaborateurs, l'État indépendant de Croatie et le Gouvernement de salut national de Serbie.

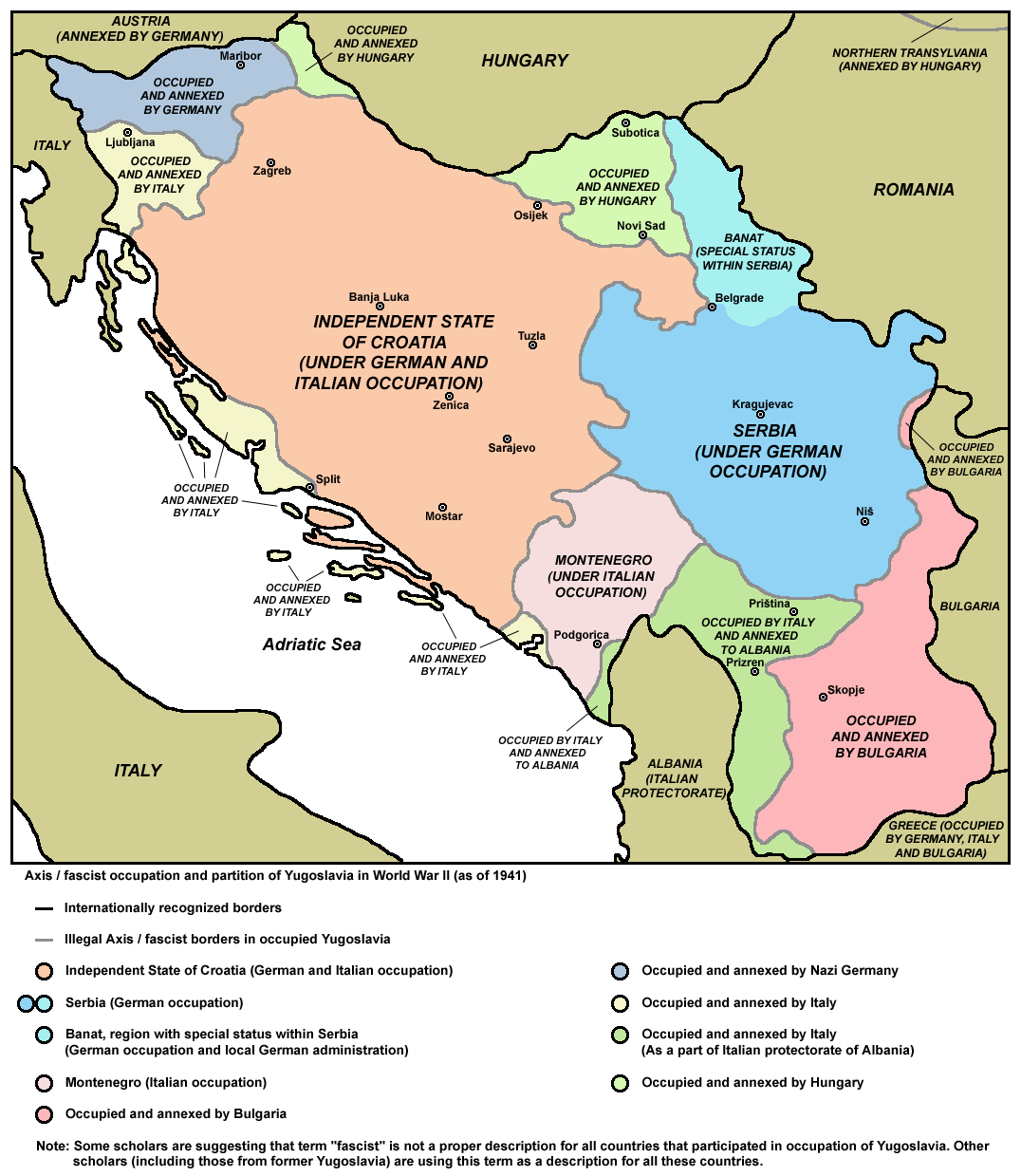
Partition de la Yougoslavie en 1941.

Cette victoire apparemment facile des forces de l'Axe inaugure en fait un long et sanglant conflit en Yougoslavie, qui fixera dans ce pays jusqu'à 650 000 soldats allemands et italiens.